# Петков Брег
Петков Брег је насељено место у саставу града Самобора у Загребачкој жупанији, Хрватска. До територијалне реорганизације у Хрватској налазио се у саставу старе загребачке приградске општине Самобор. 

## Становништво
На попису становништва 2011. године, Петков Брег је имао 279 становника.

## Попис1991.
На попису становништва 1991. године, насељено место Петков Брег је имало 261 становника, следећег националног састава:
| Попис 1991.‍ | Попис 1991.‍ | Попис 1991.‍ | Попис 1991.‍ | Попис 1991.‍ |
| ----------- | ----------- | ----------- | ----------- | ----------- |
|             |             |             |             |             |
| Хрвати      | Хрвати      |             | 251         | 96,16%      |
| Муслимани   | Муслимани   |             | 3           | 1,14%       |
| непознато   | непознато   |             | 7           | 2,68%       |
| укупно: 261 |             |             |             |             |